# Batilly-en-Puisaye
Batilly-en-Puisaye är en kommun i departementet Loiret i regionen Centre-Val de Loire strax norr Frankrikes mitt. Kommunen ligger i kantonen Briare som tillhör arrondissementet Montargis. År 2022 hade Batilly-en-Puisaye 106 invånare.

## Befolkningsutveckling
Antalet invånare i kommunen Batilly-en-Puisaye
| Referens: INSEE |